# Lista siturilor arheologice din județul Brașov - F
Lista siturilor arheologice din județul Brașov - F conține toate siturile arheologice din județul Brașov înscrise în Repertoriul Arheologic Național (RAN) și aflate în localități al căror nume începe cu litera F. RAN este administrat de Ministerul Culturii și Patrimoniului Național și cuprinde date științifice, cartografice, topografice, imagini și planuri, precum și orice alte informații privitoare la zonele cu potențial arheologic, studiate sau nu, încă existente sau dispărute.
Puteți căuta un sit din localitățile care încep cu litera F folosind formularul de mai jos sau puteți naviga prin toate siturile din județ la Lista siturilor arheologice din județul Brașov.
| Cod RAN                                   | Denumire | Localitate                              | Adresă                      | Datare                            | Descoperit | Coordonate                                              | Imagine           | Erori            |
| ----------------------------------------- | --- | --------------------------------------- | --------------------------- | --------------------------------- | ---------- | ------------------------------------------------------- | ----------------- | ---------------- |
| 40964.03.01                               | Așezarea eneolitică de la Feldioara - "La Cetate" / ansamblu anonim (Categorie: locuire civilă) (Tip: Așezare)                                             | sat Feldioara, comuna Feldioara         | La Cetate                   | mil. V a. Chr. - sec. XV          |            |                                                         | Încărcați imagine | Raportați eroare |
| 40964.04.01                               | Așezarea din epoca bronzului de la Feldioara - "La Fermă" / ansamblu anonim (Categorie: locuire civilă) (Tip: Așezare)                                     | sat Feldioara, comuna Feldioara         | La Fermă                    | Wietenberg sec. XVI - XII a. Chr. |            |                                                         | Încărcați imagine | Raportați eroare |
| 40964.04.02                               | Așezarea din epoca bronzului de la Feldioara - "La Fermă" / ansamblu anonim (Categorie: locuire civilă) (Tip: Așezare)                                     | sat Feldioara, comuna Feldioara         | La Fermă                    | Noua                              |            |                                                         | Încărcați imagine | Raportați eroare |
| 41970.01.01                               | Situl arheologic de la Felmer- Chiscul lui Andrieș / ansamblu anonim (Categorie: locuire civilă) (Tip: Așezare)                                            | sat Felmer, comuna Șoarș                | Chiscul lui Andrieș         | Petrești                          |            |                                                         | Încărcați imagine | Raportați eroare |
| 41970.01.02                               | Situl arheologic de la Felmer- Chiscul lui Andrieș / ansamblu anonim (Categorie: locuire civilă) (Tip: Așezare)                                            | sat Felmer, comuna Șoarș                | Chiscul lui Andrieș         | daco-romană sec. III - IV         |            |                                                         | Încărcați imagine | Raportați eroare |
| 41970.01.03                               | Situl arheologic de la Felmer- Chiscul lui Andrieș / ansamblu anonim (Categorie: locuire civilă) (Tip: Cuptor de ars ceramica)                             | sat Felmer, comuna Șoarș                | Chiscul lui Andrieș         | sec. VIII - XII                   |            |                                                         | Încărcați imagine | Raportați eroare |
| 40964.05.01 (Cod LMI: BV-II-m-A-11694.01) | Cetatea de pământ și biserica medievală evanghelică de la Feldioara / ansamblu anonim (Categorie: structură de cult/religioasă) (Tip: Biserică)            | sat Feldioara, comuna Feldioara         | Str. Goga Octavian          | sec. XIII, XV, XVIII              |            |                                                         | Încărcați imagine | Raportați eroare |
| 40964.05.02 (Cod LMI: BV-II-a-A-11694)    | Cetatea de pământ și biserica medievală evanghelică de la Feldioara / ansamblu anonim (Categorie: structură de cult/religioasă) (Tip: Așezare)             | sat Feldioara, comuna Feldioara         | Str. Goga Octavian          |                                   |            | 45°49′13″N 25°36′22″E / 45.8202777778°N 25.6061111111°E | Încărcați imagine | Raportați eroare |
| 40964.05.03 (Cod LMI: BV-II-a-A-11694)    | Cetatea de pământ și biserica medievală evanghelică de la Feldioara / ansamblu anonim (Categorie: structură de cult/religioasă) (Tip: Necropolă)           | sat Feldioara, comuna Feldioara         | Str. Goga Octavian          |                                   |            | 45°49′13″N 25°36′22″E / 45.8202777778°N 25.6061111111°E | Încărcați imagine | Raportați eroare |
| 40964.05.04 (Cod LMI: BV-II-a-A-11694)    | Cetatea de pământ și biserica medievală evanghelică de la Feldioara / ansamblu anonim (Categorie: structură de cult/religioasă) (Tip: cetate de pamânt)    | sat Feldioara, comuna Feldioara         | Str. Goga Octavian          |                                   |            | 45°49′13″N 25°36′22″E / 45.8202777778°N 25.6061111111°E | Încărcați imagine | Raportați eroare |
| 40964.05.05 (Cod LMI: BV-II-a-A-11694)    | Cetatea de pământ și biserica medievală evanghelică de la Feldioara / ansamblu anonim (Categorie: structură de cult/religioasă) (Tip: Cetate)              | sat Feldioara, comuna Feldioara         | Str. Goga Octavian          |                                   |            | 45°49′13″N 25°36′22″E / 45.8202777778°N 25.6061111111°E | Încărcați imagine | Raportați eroare |
| 40964.05.06 (Cod LMI: BV-II-a-A-11694)    | Cetatea de pământ și biserica medievală evanghelică de la Feldioara / ansamblu anonim (Categorie: structură de cult/religioasă) (Tip: Așezare fortificată) | sat Feldioara, comuna Feldioara         | Str. Goga Octavian          |                                   |            | 45°49′13″N 25°36′22″E / 45.8202777778°N 25.6061111111°E | Încărcați imagine | Raportați eroare |
| 40964.05.07 (Cod LMI: BV-II-a-A-11694)    | Cetatea de pământ și biserica medievală evanghelică de la Feldioara / ansamblu anonim (Categorie: structură de cult/religioasă) (Tip: Așezare fortificată) | sat Feldioara, comuna Feldioara         | Str. Goga Octavian          |                                   |            | 45°49′13″N 25°36′22″E / 45.8202777778°N 25.6061111111°E | Încărcați imagine | Raportați eroare |
| 40964.05.08 (Cod LMI: BV-II-a-A-11694)    | Cetatea de pământ și biserica medievală evanghelică de la Feldioara / ansamblu anonim (Categorie: structură de cult/religioasă) (Tip: Așezare fortificată) | sat Feldioara, comuna Feldioara         | Str. Goga Octavian          |                                   |            | 45°49′13″N 25°36′22″E / 45.8202777778°N 25.6061111111°E | Încărcați imagine | Raportați eroare |
| 41970.02.01                               | Posibilă așezare paleolitică la Felmer / ansamblu anonim (Categorie: neprecizată) (Tip: Așezare)                                                           | sat Felmer, comuna Șoarș                |                             |                                   |            |                                                         | Încărcați imagine | Raportați eroare |
| 40287.01                                  | Situl arheologic din epoca bronzului de la Făgăraș (Categorie: neprecizată) (Tip: neprecizat)                                                              | municipiul Făgăraș                      |                             |                                   |            |                                                         | Încărcați imagine | Raportați eroare |
| 40287.01.01                               | Situl arheologic din epoca bronzului de la Făgăraș / ansamblu anonim (Categorie: neprecizată) (Tip: neprecizat)                                            | municipiul Făgăraș                      |                             |                                   |            |                                                         | Încărcați imagine | Raportați eroare |
| 40410.01.01                               | Descoperirea de epoca bronzului de la Fișer / ansamblu anonim (Categorie: neprecizată) (Tip: neprecizat)                                                   | localitate componentă Fișer, oraș Rupea |                             |                                   |            |                                                         | Încărcați imagine | Raportați eroare |
| 40287.02                                  | Obiecte hallstattiene de la Făgăraș (Categorie: descoperire izolată) (Tip: obiect izolat)                                                                  | municipiul Făgăraș                      |                             |                                   |            |                                                         | Încărcați imagine | Raportați eroare |
| 40964.02                                  | Descoperiri hallstattiene la Feldioara (Categorie: locuire civilă) (Tip: așezare)                                                                          | sat Feldioara, comuna Feldioara         |                             |                                   |            |                                                         | Încărcați imagine | Raportați eroare |
| 40964.06.01                               | Situl arheologic de la Feldioara - "Dealul Cetății" / ansamblu anonim (Categorie: locuire civilă) (Tip: Așezare)                                           | sat Feldioara, comuna Feldioara         | Dealul Cetății              |                                   |            | 45°49′14″N 25°36′28″E / 45.82068°N 25.60778°E           | Încărcați imagine | Raportați eroare |
| 40964.06.02                               | Situl arheologic de la Feldioara - "Dealul Cetății" / ansamblu anonim (Categorie: locuire civilă) (Tip: Așezare)                                           | sat Feldioara, comuna Feldioara         | Dealul Cetății              | Starčevo - Criș                   |            | 45°49′14″N 25°36′28″E / 45.82068°N 25.60778°E           | Încărcați imagine | Raportați eroare |
| 40964.06.03                               | Situl arheologic de la Feldioara - "Dealul Cetății" / ansamblu anonim (Categorie: locuire civilă) (Tip: Așezare)                                           | sat Feldioara, comuna Feldioara         | Dealul Cetății              | ceramicii liniare                 |            | 45°49′14″N 25°36′28″E / 45.82068°N 25.60778°E           | Încărcați imagine | Raportați eroare |
| 40964.06.04                               | Situl arheologic de la Feldioara - "Dealul Cetății" / ansamblu anonim (Categorie: locuire civilă) (Tip: Așezare)                                           | sat Feldioara, comuna Feldioara         | Dealul Cetății              | Boian - Giulești                  |            | 45°49′14″N 25°36′28″E / 45.82068°N 25.60778°E           | Încărcați imagine | Raportați eroare |
| 40964.06.05                               | Situl arheologic de la Feldioara - "Dealul Cetății" / ansamblu anonim (Categorie: locuire civilă) (Tip: Așezare)                                           | sat Feldioara, comuna Feldioara         | Dealul Cetății              | Precucuteni                       |            | 45°49′14″N 25°36′28″E / 45.82068°N 25.60778°E           | Încărcați imagine | Raportați eroare |
| 40964.06.06                               | Situl arheologic de la Feldioara - "Dealul Cetății" / ansamblu anonim (Categorie: locuire civilă) (Tip: Așezare)                                           | sat Feldioara, comuna Feldioara         | Dealul Cetății              | Cucuteni - Ariușd                 |            | 45°49′14″N 25°36′28″E / 45.82068°N 25.60778°E           | Încărcați imagine | Raportați eroare |
| 40964.07.01                               | Așezarea dacică de la Feldioara / ansamblu anonim (Categorie: locuire civilă) (Tip: Așezare)                                                               | sat Feldioara, comuna Feldioara         |                             | dacică                            |            |                                                         | Încărcați imagine | Raportați eroare |
| 41970.03.01                               | Situl arheologic de la Felmer - "Dealul Morii" / ansamblu anonim (Categorie: locuire) (Tip: Așezare)                                                       | sat Felmer, comuna Șoarș                | Dealul Morii                | Petrești                          |            |                                                         | Încărcați imagine | Raportați eroare |
| 41970.03.02                               | Situl arheologic de la Felmer - "Dealul Morii" / ansamblu anonim (Categorie: locuire) (Tip: Așezare)                                                       | sat Felmer, comuna Șoarș                | Dealul Morii                | Coțofeni                          |            |                                                         | Încărcați imagine | Raportați eroare |
| 41970.03.03                               | Situl arheologic de la Felmer - "Dealul Morii" / ansamblu anonim (Categorie: locuire) (Tip: așezare)                                                       | sat Felmer, comuna Șoarș                | Dealul Morii                | Schneckenberg                     |            |                                                         | Încărcați imagine | Raportați eroare |
| 41970.03.04                               | Situl arheologic de la Felmer - "Dealul Morii" / ansamblu anonim (Categorie: locuire) (Tip: așezare)                                                       | sat Felmer, comuna Șoarș                | Dealul Morii                | Wietenberg                        |            |                                                         | Încărcați imagine | Raportați eroare |
| 41970.03.05                               | Situl arheologic de la Felmer - "Dealul Morii" / ansamblu anonim (Categorie: locuire) (Tip: necropolă)                                                     | sat Felmer, comuna Șoarș                | Dealul Morii                | Schneckenberg                     |            |                                                         | Încărcați imagine | Raportați eroare |
| 41970.03.06                               | Situl arheologic de la Felmer - "Dealul Morii" / ansamblu anonim (Categorie: locuire) (Tip: necropolă)                                                     | sat Felmer, comuna Șoarș                | Dealul Morii                | Wietenberg                        |            |                                                         | Încărcați imagine | Raportați eroare |
| 41970.04.01                               | Situl arheologic de la Felmer - "Calea ai Strâmbă" / ansamblu anonim (Categorie: locuire civilă) (Tip: Așezare)                                            | sat Felmer, comuna Șoarș                | Calea ai Strâmbă            | Wietenberg                        |            |                                                         | Încărcați imagine | Raportați eroare |
| 41970.04.02                               | Situl arheologic de la Felmer - "Calea ai Strâmbă" / ansamblu anonim (Categorie: locuire civilă) (Tip: Așezare)                                            | sat Felmer, comuna Șoarș                | Calea ai Strâmbă            | Noua                              |            |                                                         | Încărcați imagine | Raportați eroare |
| 41970.04.03                               | Situl arheologic de la Felmer - "Calea ai Strâmbă" / ansamblu anonim (Categorie: locuire civilă) (Tip: Așezare)                                            | sat Felmer, comuna Șoarș                | Calea ai Strâmbă            |                                   |            |                                                         | Încărcați imagine | Raportați eroare |
| 41970.04.04                               | Situl arheologic de la Felmer - "Calea ai Strâmbă" / ansamblu anonim (Categorie: locuire civilă) (Tip: Așezare)                                            | sat Felmer, comuna Șoarș                | Calea ai Strâmbă            | sec III-IV- VII-X p Chr           |            |                                                         | Încărcați imagine | Raportați eroare |
| 41970.04.05                               | Situl arheologic de la Felmer - "Calea ai Strâmbă" / ansamblu anonim (Categorie: locuire civilă) (Tip: Așezare)                                            | sat Felmer, comuna Șoarș                | Calea ai Strâmbă            |                                   |            |                                                         | Încărcați imagine | Raportați eroare |
| 41970.05.01                               | Așezarea din epoca migrațiilor de la Felmer - "Dealul Viilor" / ansamblu anonim (Categorie: locuire civilă) (Tip: Așezare)                                 | sat Felmer, comuna Șoarș                | Dealul Viilor               | sec III-IV p Chr                  |            |                                                         | Încărcați imagine | Raportați eroare |
| 41970.06.01                               | Situl arheologic de la Felmer - "Via Popii" / ansamblu anonim (Categorie: locuire civilă) (Tip: Așezare)                                                   | sat Felmer, comuna Șoarș                | Via Popii                   |                                   |            |                                                         | Încărcați imagine | Raportați eroare |
| 41970.05.02                               | Situl arheologic de la Felmer - "Via Popii" / ansamblu anonim (Categorie: locuire civilă) (Tip: Așezare)                                                   | sat Felmer, comuna Șoarș                | Via Popii                   |                                   |            |                                                         | Încărcați imagine | Raportați eroare |
| 41970.07.01                               | Posibila așezare de la Felmer / ansamblu anonim (Categorie: construcție) (Tip: Așezare)                                                                    | sat Felmer, comuna Șoarș                |                             |                                   |            |                                                         | Încărcați imagine | Raportați eroare |
| 41970.08.01                               | Situl arheologic de la Felmer - "Sub Mesteceni" / ansamblu anonim (Categorie: locuire civilă) (Tip: Așezare)                                               | sat Felmer, comuna Șoarș                | Sub Mesteceni               |                                   |            |                                                         | Încărcați imagine | Raportați eroare |
| 41970.08.02                               | Situl arheologic de la Felmer - "Sub Mesteceni" / ansamblu anonim (Categorie: locuire civilă) (Tip: Așezare)                                               | sat Felmer, comuna Șoarș                | Sub Mesteceni               |                                   |            |                                                         | Încărcați imagine | Raportați eroare |
| 41970.08.03                               | Situl arheologic de la Felmer - "Sub Mesteceni" / ansamblu anonim (Categorie: locuire civilă) (Tip: Așezare)                                               | sat Felmer, comuna Șoarș                | Sub Mesteceni               |                                   |            |                                                         | Încărcați imagine | Raportați eroare |
| 41970.08.04                               | Situl arheologic de la Felmer - "Sub Mesteceni" / ansamblu anonim (Categorie: locuire civilă) (Tip: Așezare)                                               | sat Felmer, comuna Șoarș                | Sub Mesteceni               |                                   |            |                                                         | Încărcați imagine | Raportați eroare |
| 41220.01.01                               | Așezarea romană de la Fântâna / ansamblu anonim (Categorie: locuire civilă) (Tip: Așezare)                                                                 | sat Fântâna, comuna Hoghiz              |                             |                                   |            |                                                         | Încărcați imagine | Raportați eroare |
| 41220.01.02                               | Așezarea romană de la Fântâna / ansamblu anonim (Categorie: locuire civilă) (Tip: Necropolă)                                                               | sat Fântâna, comuna Hoghiz              |                             |                                   |            |                                                         | Încărcați imagine | Raportați eroare |
| 40287.03                                  | Denar roman la Făgăraș (Categorie: descoperire izolată) (Tip: obiect izolat)                                                                               | municipiul Făgăraș                      |                             |                                   |            |                                                         | Încărcați imagine | Raportați eroare |
| 40410.02.01                               | Posibila așezare romană de la Fișer / ansamblu anonim (Categorie: locuire civilă) (Tip: Așezare)                                                           | localitate componentă Fișer, oraș Rupea |                             |                                   |            |                                                         | Încărcați imagine | Raportați eroare |
| 40964.08.01                               | Așezarea eneolitică de la Feldioara- Fosta Școală de Agricultură / ansamblu anonim (Categorie: locuire civilă) (Tip: Așezare)                              | sat Feldioara, comuna Feldioara         | Fosta Școală de Agricultură | Cucuteni - Ariușd                 |            |                                                         | Încărcați imagine | Raportați eroare |
| 40964.09.01                               | Așezarea eneolitică de la Feldioara - Im Schirleng / ansamblu anonim (Categorie: locuire civilă) (Tip: Așezare)                                            | sat Feldioara, comuna Feldioara         | Im Schirleng                | Cucuteni - Ariușd                 |            |                                                         | Încărcați imagine | Raportați eroare |
| 40287.04.01 (Cod LMI: BV-II-m-A-11687.01) | Cetatea fortificată de la Făgaraș / ansamblu Incinta interioară (Categorie: locuire civilă) (Tip: Cetate)                                                  | municipiul Făgăraș                      | Piața Mihai Viteazul        | sec. XIV - XVIII                  |            |                                                         | Încărcați imagine | Raportați eroare |
| 40287.04.02 (Cod LMI: BV-II-m-A-11687.02) | Cetatea fortificată de la Făgaraș / ansamblu Incinta exterioară (Categorie: locuire civilă) (Tip: Cetate)                                                  | municipiul Făgăraș                      | Piața Mihai Viteazul        | sec. XIV - XVIII                  |            |                                                         | Încărcați imagine | Raportați eroare |
| 40287.04.03 (Cod LMI: BV-II-m-A-11687.03) | Cetatea fortificată de la Făgaraș / ansamblu anonim (Categorie: locuire civilă) (Tip: Șanț de apărare)                                                     | municipiul Făgăraș                      | Piața Mihai Viteazul        | sec. XIV - XVIII                  |            |                                                         | Încărcați imagine | Raportați eroare |
| 40964.12.01 (Cod LMI: BV-II-a-A-11695)    | Cetatea de la Feldioara / ansamblu Cetatea Feldioarei (Categorie: locuire civilă) (Tip: Cetate)                                                            | sat Feldioara, comuna Feldioara         | str. Goga Octavian          | sec. XIII - XV                    |            | 45°49′13″N 25°36′22″E / 45.8202777778°N 25.6061111111°E | Încărcați imagine | Raportați eroare |
| 40964.12.01 (Cod LMI: BV-II-a-A-11695)    | Cetatea de la Feldioara / ansamblu Cetatea Feldioarei / complex Atelier olărie (Categorie: locuire civilă) (Tip: atelier)                                  | sat Feldioara, comuna Feldioara         | str. Goga Octavian          | sec. XVI-XVII                     |            | 45°49′13″N 25°36′22″E / 45.8202777778°N 25.6061111111°E | Încărcați imagine | Raportați eroare |
| 40964.01.01 (Cod LMI: BV-I-m-A-11277.02)  | Castrul de la Feldioara - "Cetățeaua" / ansamblu anonim (Categorie: locuire militară) (Tip: Castru)                                                        | sat Feldioara, comuna Ucea              | Cetățeaua                   | romană sec. II - III              |            | 45°49′13″N 25°36′21″E / 45.82028°N 25.60583°E           | Încărcați imagine | Raportați eroare |
| 40964.01.02 (Cod LMI: BV-I-m-A-11277.01)  | Castrul de la Feldioara - "Cetățeaua" / ansamblu anonim (Categorie: locuire militară) (Tip: Așezare civilă)                                                | sat Feldioara, comuna Ucea              | Cetățeaua                   | sec. II - III                     |            | 45°49′13″N 25°36′21″E / 45.82028°N 25.60583°E           | Încărcați imagine | Raportați eroare |
| 40964.01.03 (Cod LMI: BV-I-m-A-11277.03)  | Castrul de la Feldioara - "Cetățeaua" / ansamblu Goldburg (Categorie: locuire militară) (Tip: Burgus)                                                      | sat Feldioara, comuna Ucea              | Cetățeaua                   | romană sec. II - III              |            | 45°49′13″N 25°36′21″E / 45.82028°N 25.60583°E           | Încărcați imagine | Raportați eroare |